# Пеннс-Гроув (Нью-Джерсі)
Пеннс-Гроув (англ. Penns Grove) — місто (англ. borough) в США, в окрузі Салем штату Нью-Джерсі. Населення — 4837 осіб (2020).

## Географія
Пеннс-Гроув розташований за координатами 39°43′38″ пн. ш. 75°28′4″ зх. д. / 39.72722° пн. ш. 75.46778° зх. д. (39.727355, -75.467698).  За даними Бюро перепису населення США в 2010 році місто мало площу 2,36 км², з яких 2,36 км² — суходіл та 0,00 км² — водойми.

## Демографія
Згідно з переписом 2010 року, у селищі мешкало 5147 осіб у 1801 домогосподарстві у складі 1235 родин. Було 2004 помешкання
Расовий склад населення:
| - 41,8 % — білих - 39,8 % — чорних або афроамериканців - 0,7 % — корінних американців - 0,5 % — азіатів - 12,4 % — осіб інших рас |

До двох чи більше рас належало 4,9 %. Частка іспаномовних становила 28,3 % від усіх жителів.
За віковим діапазоном населення розподілялося таким чином: 32,3 % — особи молодші 18 років, 58,2 % — особи у віці 18—64 років, 9,5 % — особи у віці 65 років та старші. Медіана віку мешканця становила 29,7 року. На 100 осіб жіночої статі у селищі припадало 89,5 чоловіків;  на 100 жінок у віці від 18 років та старших — 82,5 чоловіків також старших 18 років.
Середній дохід на одне домашнє господарство  становив 43 647 доларів США (медіана — 31 406), а середній дохід на одну сім'ю — 47 362 долари (медіана — 34 028). Медіана доходів становила 33 698 доларів для чоловіків та 30 106 доларів для жінок. За межею бідності перебувало 30,4 % осіб, у тому числі 39,1 % дітей у віці до 18 років та 10,1 % осіб у віці 65 років та старших.
Цивільне працевлаштоване населення становило 1915 осіб. Основні галузі зайнятості: виробництво — 16,6 %, освіта, охорона здоров'я та соціальна допомога — 15,8 %, науковці, спеціалісти, менеджери — 13,6 %.